# Visual Effects Society
Pour les articles homonymes, voir VES.
La Visual Effects Society (VES) est une organisation qui réunit les professionnels des effets spéciaux travaillant dans l'industrie du spectacle, et notamment dans les domaines du cinéma, de la télévision, de la publicité, des jeux vidéo et de la musique. Elle compte plus de 1 500 membres répartis dans 16 pays et organise divers événements publics, réunions et projections afin de promouvoir cette branche d'activité, faire progresser les techniques d'effets visuels, protéger les droits de ses membres et participer à leur formation. Le logo de la société ainsi que le trophée des VES Awards est la fameuse figure du film Le Voyage dans la Lune.
La VES remet chaque année les Visual Effects Society Awards (VES Awards) au mois de février et organise le festival des effets visuels en été.

## Historique
La Visual Effects Society est représentée aux États-Unis, au Canada, au Mexique, au Royaume-Uni, en France, en Allemagne, en Espagne, aux Pays-Bas, en Suisse, en Turquie, en Inde, au Japon, en Australie, en Nouvelle-Zélande, en Argentine et au Brésil. Pour devenir membre de cette société, il faut avoir au moins cinq ans d'expérience dans la profession et être parrainé par deux membres ou avoir reçu une récompense prestigieuse dans le domaine des effets visuels.

## Visual Effects Society Awards
Depuis 2003, les VES Awards distribue des récompenses dans le domaine des effets visuels.

### Catégories de récompense
- Effets visuels dans un film
- Effets visuels secondaires dans un film
- Effets visuels dans un téléfilm ou une mini-série
- Effets visuels dans une série télévisée
- Effets visuels dans un spot publicitaire
- Effets visuels dans un clip musical
- Effets visuels dans un jeu vidéo
- Effets visuels dans un film étudiant
- Effet spécial de l'année
- Meilleur effet visuel de l'année (Best Single Visual Effect of the Year)
- Meilleurs effets visuels dans un film axé sur les effets (Outstanding Visual Effects in an Effects Driven Motion Picture)
- Meilleur personnage animé dans un film en prise de vue réelle (Outstanding Performance by an Animated Character in a Live Action Motion Picture)
- Meilleur environnement fictif dans un film en prise de vues réelles (Outstanding Created Environment in a Live Action Motion Picture)
- Meilleur modèle et maquette dans un film (Outstanding Models and Miniatures in a Motion Picture)
- Meilleur compositing dans un long métrage (Outstanding Compositing in a Feature Motion Picture)
- Animation de personnage à la télévision, dans un clip musical ou dans une publicité
- Animation de personnage dans un film d'animation
- Matte painting dans un film
- Matte painting à la télévision, dans un clip musical ou dans une publicité
- Maquettes et miniatures à la télévision, dans un clip musical ou dans une publicité
- Compositing à la télévision, dans un clip musical ou dans une publicité
- Performance d'acteur animée

### Palmarès

#### Années 2000
- 2003 :
  - Effets visuels dans un film : Le Seigneur des anneaux : Les Deux Tours
  - Effets visuels secondaires dans un film : La Somme de toutes les peurs
- 2004 :
  - Effets visuels dans un film : Le Seigneur des anneaux : Le Retour du roi
  - Effets visuels secondaires dans un film : Le Dernier Samouraï
- 2005 :
  - Effets visuels dans un film : Harry Potter et le Prisonnier d'Azkaban
  - Effets visuels secondaires dans un film : Aviator
- 2006 :
  - Effets visuels dans un film : King Kong
  - Effets visuels secondaires dans un film : Kingdom of Heaven
- 2007 :
  - Effets visuels dans un film : Pirates des Caraïbes : Le Secret du coffre maudit
  - Effets visuels secondaires dans un film : Mémoires de nos pères
- 2008 :
  - Effets visuels dans un film : Transformers
  - Effets visuels secondaires dans un film : Ratatouille
- 2009 :
  - Effets visuels dans un film : L'Étrange Histoire de Benjamin Button
  - Effets visuels secondaires dans un film : L'Échange

#### Années 2010
- 2010 :
  - Effets visuels dans un film : Avatar
  - Effets visuels secondaires dans un film : Sherlock Holmes
- 2011 :
  - Effets visuels dans un film : Inception
  - Effets visuels secondaires dans un film : Au-delà
- 2012 :
  - Effets visuels dans un film : La Planète des singes : Les Origines
  - Effets visuels secondaires dans un film : Hugo Cabret
- 2013 :
  - Effets visuels dans un film : L'Odyssée de Pi
  - Effets visuels secondaires dans un film : The Impossible
- 2014 :
  - Effets visuels dans un film : Gravity
  - Effets visuels secondaires dans un film : Lone Ranger : Naissance d'un héros
- 2015 :
  - Effets visuels dans un film : La Planète des singes : L'Affrontement
  - Effets visuels secondaires dans un film : Birdman
- 2016:
  - Effets visuels dans un film : Star Wars, épisode VII : Le Réveil de la Force
  - Effets visuels secondaires dans un film : The Revenant
- 2017 :
  - Effets visuels dans un film : Le Livre de la jungle
  - Effets visuels secondaires dans un film : Deepwater
- 2018 :
  - Effets visuels dans un film : La Planète des singes : Suprématie
  - Effets visuels secondaires dans un film : Dunkerque
- 2019 :
  - Effets visuels dans un film : Avengers: Infinity War
  - Effets visuels secondaires dans un film : First Man

#### Années 2020
- 2020 :
  - Effets visuels dans un film : Le Roi lion
  - Effets visuels secondaires dans un film : The Irishman
- 2021 :
- 2022 :

## La liste des films qui ont le plus influencés les effets visuels
En 2007, la VES dévoile leur liste des 50 films ayant le plus influencé les effets visuels. La liste contient en vérité 51 films à cause d'une égalité.
- 1. Star Wars, épisode IV : Un nouvel espoir
- 2. Blade Runner
- 3. 2001, l'Odyssée de l'espace
  - Matrix
- 5. Jurassic Park
- 6. Tron
- 7. King Kong
- 8. Rencontres du troisième type
- 9. Alien
- 10. Abyss
- 11. Star Wars, épisode V : L'Empire contre-attaque
- 12. Metropolis
- 13. Le Voyage dans la Lune
- 14. Terminator 2 : Le Jugement dernier
- 15. Le Magicien d'Oz
- 16. Qui veut la peau de Roger Rabbit
- 17. Les Aventuriers de l'arche perdue
- 18. Titanic
- 19. Le Seigneur des anneaux : La Communauté de l'anneau
- 20. Jason et les Argonautes
  - E.T., l'extra-terrestre
- 22. Toy Story
- 23. Pirates des Caraïbes : Le Secret du coffre maudit
- 24. Les Dix Commandements
- 25. La Guerre des mondes
  - Forrest Gump
  - Citizen Kane
  - Le Septième Voyage de Sinbad
  - Vingt Mille Lieues sous les mers
- 30. Terminator
- 31. Aliens, le retour
- 32. Mary Poppins
- 33. Le Seigneur des anneaux : Le Retour du roi
- 34. Planète interdite
- 35. Babe, le cochon dans la ville
- 36. Le Jour où la Terre s'arrêta
  - Le Seigneur des anneaux : Les Deux Tours
- 38. King Kong
- 39. La Planète des singes
- 40. Le Voyage fantastique
- 41. Les Dents de la mer
- 42. SOS Fantômes
- 43. Sin City
- 44. Superman
- 45. Blanche-Neige et les Sept Nains
- 46. Le Monde perdu
  - Star Wars, épisode VI : Le Retour du Jedi
- 48. Au-delà de nos rêves
- 49. Le Loup-garou de Londres
- 50. Darby O'Gill et les Farfadets
  - Le Cinquième Élément

En 2017, le choix est fait de rajouter 21 films à la liste.
- 300
- Apollo 13
- Avatar
- Retour vers le futur
- L'Étrange Histoire de Benjamin Button
- District 9
- Ex machina
- Gertie le dinosaure
- Godzilla
- Gravity
- Inception
- Independance Day
- L'Odyssée de Pi
- Mad Max: Fury Road
- The Mask
- La Planète des singes : Les Origines
- Starships Troopers
- The Thing
- Total Recall
- Transformers
- Le Secret de la pyramide